# Paul de Cassagnac
Pour les articles homonymes, voir Granier de Cassagnac.

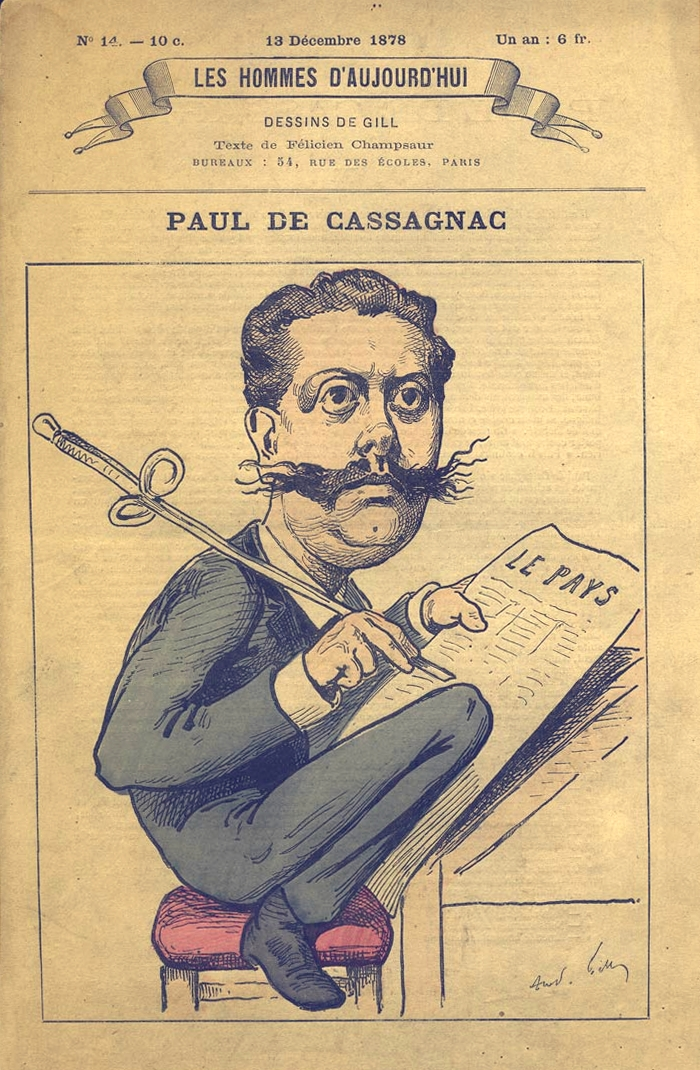
Paul de Cassagnac caricaturé par André Gill pour Les Hommes d'aujourd'hui, 13 décembre 1878.

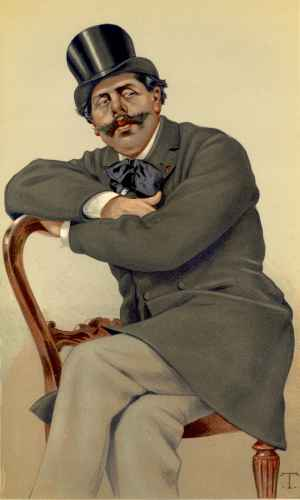
Cassagnac par Théobald Chartran, 1879

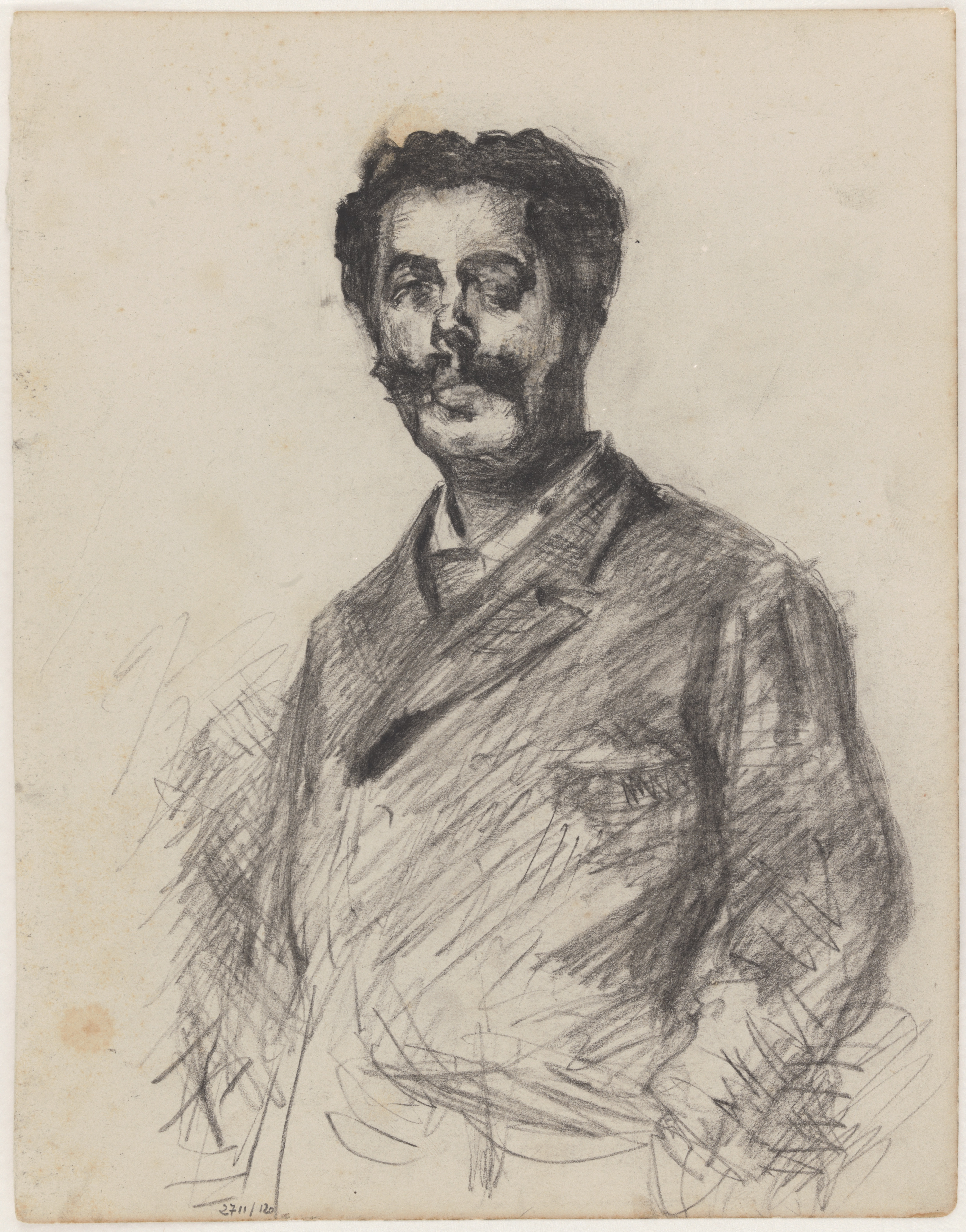
Le journaliste Paul de Cassagnac, par James Ensor, circa 1880-1890, Musée royal des Beaux-Arts d'Anvers

Paul Adolphe Marie Prosper Granier de Cassagnac, dit Paul de Cassagnac, né le 2 décembre 1842 à Paris et mort le 4 novembre 1904 à Saint-Viâtre, est un journaliste politique, un député bonapartiste d'extrême droite,,, et un duelliste français.
Ennemi implacable de la République, il est l'inventeur du surnom péjoratif La Gueuse désignant la République, surnom repris plus tard par les royalistes de l'Action française.
Il a deux fils, Paul et Guy.

## Généalogie
Liens familiaux entre les cousins ennemis Paul Granier de Cassagnac (1842-1904) et Prosper-Olivier Lissagaray (1838-1901). Paul Granier de Cassagnac est :
- L’arrière-petit-fils de Prosper Lissagaray, médecin à Aignan (1750-?).
- Le petit-fils de Pierre-Paul Granier de Cassagnac (1771-1839), gentilhomme verrier, et d’Ursule Lissaragay (1775-1850), tante de Prosper-Olivier Lissagaray.
- Le fils de Bernard-Adolphe Granier de Cassagnac (1803- 1880) et de Rosa de Beaupin de Beauvalon. Bernard-Adolphe, cousin de "Lissa", est envoyé en pension à Toulouse pour son éducation chez son oncle Laurent-Prosper Lissagaray, futur père de Prosper-Olivier, entre 1818 et 1828. Après un voyage en 1841, il épouse Rosa, une créole et fille d'un riche planteur, ancien officier du Premier Empire. De cette union naît Paul en 1842.

## Biographie

### Jeunesse
Durant sa jeunesse, Paul de Cassagnac fait ses études à Foix et à Perpignan avant de passer le baccalauréat à Toulouse et d'entamer des études de droit. Attiré par le journalisme, il fonde en 1862 L'Indépendance parisienne et est chroniqueur en 1863 de La Nation. Devenu ensuite rédacteur en chef du Diogène, ses outrances verbales lui valent un duel avec Aurélien Scholl, rédacteur du Nain jaune, grièvement blessé.

### Journaliste
En 1866, il entre au Pays, dirigé par son père, et en devient le rédacteur en chef en 1867. Ses polémiques lui valent de nouveaux duels, au pistolet avec Henri Rochefort (blessé) et à l'épée avec Prosper-Olivier Lissagaray, rédacteur de l'Avenir (septembre 1868). Au cours de ce dernier combat, Lissagaray reçut plusieurs blessures, la première est entre le pouce et l'index puisqu'il avait refusé le gant ; la seconde est en pleine poitrine, qui le mit au lit pour un mois. À peine rétabli, il renvoya ses témoins chez Cassagnac pour reprendre l'affaire. Celui-ci répondit : "Non monsieur ! j'ai pu consentir à être votre adversaire, il me répugne de devenir votre charcutier..." Pour ce duel, Cassagnac fut condamné à 6 jours de prison et les 4 témoins à 50 francs d’amende. En juillet 1869, il affronte Gustave Flourens, blessé au ventre à l'issue du duel.

### Soldat
Engagé dans la guerre de 1870, il est fait prisonnier après la bataille de Sedan, et est interné dans la forteresse de Cosel (frontière de la Pologne).

### Homme politique
Rentré en France, il reprend la direction du Pays et fait campagne pour le rétablissement de l'Empire, attaquant violemment le parti républicain, ce qui lui vaut plusieurs procès pour diffamation ou excitation à la haine du gouvernement. Ses polémiques l'amènent à se battre en duel avec Édouard Lockroy en 1872 et Arthur Ranc en 1873, tous deux blessés.
Candidat impérialiste dans l'arrondissement de Condom (Gers) en 1876, il est élu contre un républicain et un légitimiste. Les articles du Pays lui valent, en avril 1877, une condamnation à deux mois de prison à laquelle il échappe grâce au duc de Broglie, ministre de la Justice dans le gouvernement du 16 mai. Candidat officiel du gouvernement aux élections de 1877 à la suite du 16 mai, il soutient le gouvernement du maréchal de Mac-Mahon et est réélu à Condom. Ses polémiques à la Chambre entraînent deux duels dont il sort vainqueur, avec Gaston Thomson et Louis Andrieux. Invalidé par la Chambre en novembre 1878, il est à nouveau réélu en février 1879, ce qui lui permet de poursuivre ses attaques contre la République à la fois à la Chambre et dans les colonnes du Pays. Il se fait à cette époque une spécialité de dénoncer les contradictions des républicains sur les questions de la liberté (liberté de la presse, la liberté de réunion), qui ne sont pas, dit-il, accordées aux opposants au régime républicain.
Après la mort du prince impérial en 1879, il soutient énergiquement le prince Victor comme prétendant bonapartiste alors que l'ordre de succession désignait son père, le prince Napoléon. Après le décès de son père, en 1880, il abandonne l'arrondissement de Condom pour celui de Mirande, dans lequel il est élu en 1881. Il s'oppose aux lois scolaires et à la politique coloniale du gouvernement, et est exclu en 1883 de la Chambre pour avoir traité Jules Ferry, lors d'une altercation à propos du Tonkin, de « dernier des misérables et dernier des lâches ».
Réélu en 1885, il soutient le ministère Rouvier face aux radicaux, puis, après sa chute, se rallie au boulangisme dans le but de renverser la République. En 1886, il fonde le quotidien L'Autorité dont la devise est "Pour Dieu, pour la France !". Se rapprochant du comte de Paris tout en restant impérialiste, il invente la doctrine du solutionnisme, appelée par dérision nimportequisme, consistant à accepter toute nouvelle monarchie, sans attacher d'importance à la dynastie. Cette doctrine inspire la ligne éditoriale de L'Autorité. Il rompt parallèlement avec le prince Victor du fait de son manque de combativité et de désaccords politiques quant à l'Union conservatrice. Il participe sans hésiter à l'alliance avec le boulangisme en mars 1888, après que le baron de Mackau lui a demandé d'arrêter de l'attaquer au nom de l'alliance avec les royalistes. Malgré son mépris pour Georges Boulanger, il considère que ce mouvement peut précipiter la chute de la République. Il s'en éloigne en avril 1889 après la fuite du général, n'ayant jamais eu un grand rôle dans le boulangisme. Après sa réélection facile (sans opposant) en 1889, il combat, en tant qu'impérialiste et catholique ardent, la politique du Ralliement prônée par le pape Léon XIII. En 1893, il est battu aux élections par le républicain Olivier Bascou.
Il se consacre après sa défaite à son journal, dénonçant ce qu'il nomme la République obligatoire ou la République de droit divin. Durant l'affaire Dreyfus, bien que clérical et devenu antisémite, soutenant l'armée, il garde un certain esprit critique, faisant part publiquement à plusieurs reprises de ses doutes sur la culpabilité du reclus de l'île du Diable et se prononçant favorablement pour la révision de son procès.
Il retrouve en 1898 son siège de député de Mirande et siège à l'extrême-droite parmi les monarchistes, nationalistes et antisémites, manifestant toujours son hostilité à l'égard de la République et prenant la défense des intérêts religieux. Battu en 1902 par Joseph Noulens, il retourne à ses occupations journalistiques avant d'être frappé mortellement d'une crise d'appendicite deux ans plus tard. L'ensemble de la presse commente sa disparition et Georges Clemenceau, qui s'était lié d'amitié avec Paul de Cassagnac, lui rend hommage en évoquant un « caractère chevaleresque », un « courageux et loyal adversaire » et qui sut, au moment de l'Affaire Dreyfus, « prendre une noble attitude et s'élever contre l'iniquité d'une procédure irrégulière, ».
Il est enterré au cimetière de Montmartre. Son journal lui survit jusqu'en 1914 grâce à ses deux fils Paul et Guy.

## Distinctions
- Chevalier de la Légion d'honneur (15 aout 1868)[22]

## Publications
- Paul de Cassagnac, A Rabagas, Paris, Amyot, 1872 (lire en ligne)
- Paul de Cassagnac, Histoire populaire abrégée de Napoléon III…, Paris, Lachaud et Burdin, 1874 (lire en ligne)
- Histoire de la troisième république…, Paris, E. Lachaud et Cie, 1876.
- Paul de Cassagnac, La publicité dans les journaux, Paris, impr. de P. Dupont, 1893 (lire en ligne)